# Hiacyntowate

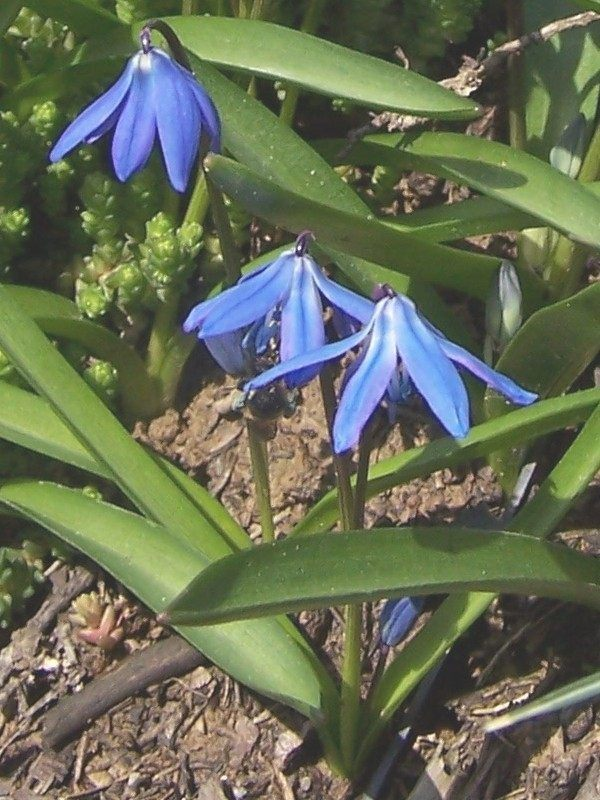
Cebulica syberyjska

Hiacyntowate (Hyacinthaceae Batsch) – rodzina wyróżniana w niektórych systemach klasyfikacyjnych roślin, obejmująca byliny występujące w Eurazji i Afryce (jeden rodzaj w Ameryce Południowej). W systemie APG III z 2009 grupa ta włączona została do szparagowatych (Asparagaceae s.l.). Podział tej grupy na rodzaje pozostaje wciąż przedmiotem badań i dyskusji taksonomów. W samym tylko obszarze subsaharyjskim według różnych autorów wyróżnianych jest 15 lub 45 rodzajów z tej grupy.

## Systematyka
Pozycja według Angiosperm Phylogeny Website (aktualizowany System APG III z 2009)
Rodzina nie jest wyróżniana. Zaliczane tu rodzaje włączone zostały do podrodziny cebulicowych Scilloideae w obrębie rodziny szparagowatych (Asparagaceae s.l.) z rzędu szparagowców Asparagales.
Pozycja rodziny w systemie Reveala (1994–1999)
Gromada okrytonasienne (Magnoliophyta Cronquist), podgromada Magnoliophytina Frohne & U. Jensen ex Reveal, klasa jednoliścienne (Liliopsida Brongn.), podklasa liliowe (Liliidae J.H. Schaffn.), nadrząd Lilianae Takht., rząd amarylkowce (Amaryllidales Bromhead), rodzina hiacyntowate (Hyacinthaceae Batsch).
Wykaz rodzajów
Według Crescent Bloom do grupy tej należą 43 rodzaje. Angiosperm Phylogeny Website do podrodziny Scilloideae zalicza 41 do 70 rodzajów. GRIN wymienia w obrębie podrodziny Scilloideae liczbę 37 zaakceptowanych rodzajów.
Lista rodzajów według Crescent Bloom:
- Albuca L.
- Alrawia (Wendelbo) K.M.Perss. & Wendelbo
- Amphisiphon W.F.Barker
- Androsiphon Schltr.
- Bellevalia Lapeyr. (syn. Strangweja Bertol.)
- Brimeura Salisb. – brimera
- Camassia Lindl. – kamasja
- Chionodoxa Boiss. – śnieżnik
- Chionoscilla J.Allen ex G.Nicholson
- Chlorogalum (Lindl.) Kunth
- Daubenya Lindl.
- Dipcadi Medik.
- Drimia Jacq. ex Willd.
- Drimiopsis Lindl. & Paxton (syn. Resnova Van der Merwe)
- Eucomis L'Hér. – warkocznica, eukomis
- Fortunatia J.F.Macbr.
- Galtonia Decne.
- Hastingsia S.Watson
- Hyacinthella Schur
- Hyacinthoides Heist. ex Fabr., Endymion Dumort. – hiacyncik
- Hyacinthus L. – hiacynt
- Lachenalia J.Jacq. ex Murray (syn. Brachyscypha Baker) – lachenalia
- Ledebouria Roth
- Leopoldia Parl.
- Litanthus Harv.
- Massonia Thunb. ex Houtt. (syn. Neobakeria Schltr.)
- Muscari Mill. – szafirek
- Muscarimia Kostel.
- Neopatersonia Schonl.
- Ornithogalum L. – śniedek
- Polyxena Kunth
- Pseudogaltonia (Kuntze) Engl.
- Pseudomuscari Garbari & Greuter
- Puschkinia Adams – puszkinia
- Rhadamanthus Salisb.
- Rhodocodon Baker
- Schizobasis Baker
- Scilla L. – cebulica
- Sypharissa Salisb.
- Thuranthos C.H.Wright
- Urginea Steinh. (syn. Urgineopsis Compton)
- Veltheimia Gled.
- Whiteheadia Harv.